# مارك بولانسكي
مارك لويس «رومان» بولانسكي (بالإنجليزية: Mark L. Polansky)‏ (2 يونيو 1956) مهندس وباحث طيران أمريكي ورائد فضاء سابق في وكالة ناسا الفضائية ولقد شارك في ثلاث بعثات فضائية ولقد حصل على لقب رومان نسبة إلى اسم الممثل والمخرج البولندي الشهير رومان بولانسكي.

## عن حياته
ولد في 2 يونيو 1956 في مدينة باترسون في نيو جيرسي في الولايات المتحدة.

## روابط خارجية
- مارك بولانسكي - السيرة الذاتية
- السيرة الذاتية على موقع ناسا